# Piotrowo (Dąbrowice)
Piotrowo – część miasta Dąbrowice w Polsce. położona w województwie łódzkim, w powiecie kutnowskim, w gminie Dąbrowice.
W latach 1975–1998 Piotrowo administracyjnie należało do województwa płockiego.